# Barsle Vanúnio
Barsle (em armênio: Բարշղ; romaniz.: Baršł) foi um nobre armênio (nacarar) do século V, membro da família Vanúnio, ativo durante o reinado do xainxá Isdigerdes II (r. 438–457).

## Nome
O nome Barsle (Բարշղ, Baršł) tem origem desconhecida.

## Contexto

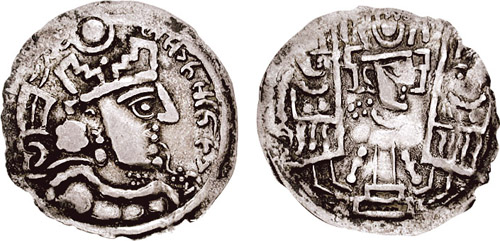
Dracma de r.

Em 428, os nacarares da Armênia peticionaram ao xainxá Vararanes V (r. 420–438) para que destronasse o rei Artaxias IV (r. 422–428) e abolisse a dinastia arsácida. Para governar o país, Vemir-Sapor foi nomeado como marzobã e e Vaanes II foi designado à tenência real. Vemir-Sapor morreu em 442, após uma administração considerada justa e liberal, na qual conseguiu manter a ordem sem ferir o sentimento nacional de frente. Vasaces I substituiu-o como marzobã. Vararanes permitiu a manutenção do cristianismo, enquanto procurava acabar com a influência do Império Bizantino sobre a Igreja da Armênia ao anexá-la à Igreja do Oriente. Contudo, seu filho e sucessor, Isdigerdes II (r. 438–457), era um pietista masdeísta e se comprometeu a impor o masdeísmo na Armênia, exigindo que a nobreza apostatasse e fundando templos de fogo sobre igrejas. Em 450-451, Vardanes II liderou uma grande revolta contra a autoridade de Isdigerdes II, que foi derrotada na Batalha de Avarair de 26 de maio de 451. Após Avarair, os armênios foram constantemente chamados pelos iranianos para expedições militares distantes e foram obrigados a aceitar o crescente poder dos apóstatas. No contexto, receberam bem o apelo da revolta de Vactangue I (r. 447–522), que sublevou contra os persas.

## Vida
A parentela de Barsle é desconhecida, exceto que pertencia à família Vanúnio. Foi citado por Lázaro de Farpe em 482, quando esteve presente ao lado dos rebeldes na Batalha de Narseapate contra o grande exército iraniano liderado por Adanarses, que foi concluída com uma grande vitória armênia. Na ocasião, liderou a ala direita do exército e relata-se que auxiliou a repelir o inimigo assim que seus soldados foram atacados, obrigando-os a retroceder.